# Rustici di Montalcino
I rustici di Montalcino sono un prodotto dolciario tipico delle provincia di Siena, in particolare del comune di Montalcino. Si tratta di biscotti secchi dalla consistenza particolarmente friabile, con un particolare sapore di mandorla e scorza di limone, che vengono solitamente gustati con l'accompagnamento di vini dolci tipicamente toscani, quali Vin Santo o Moscadello di Montalcino.

## Preparazione[2]
I biscotti sono prodotti partendo da un impasto di uova, farina, miele e mandorle tritate. Una volta effettuata la disposizione dell'impasto sulla teglia viene aggiunto l'aroma di limone che conferisce il caratteristico sapore; successivamente vengono cotti al forno ad una temperatura di 175°/185 °C.